# Bocz Gyula
Bocz Gyula (Pécs, 1937. március 1. – Pécs, 2003. július 12.) Munkácsy Mihály-díjas magyar szobrászművész.

## Élete

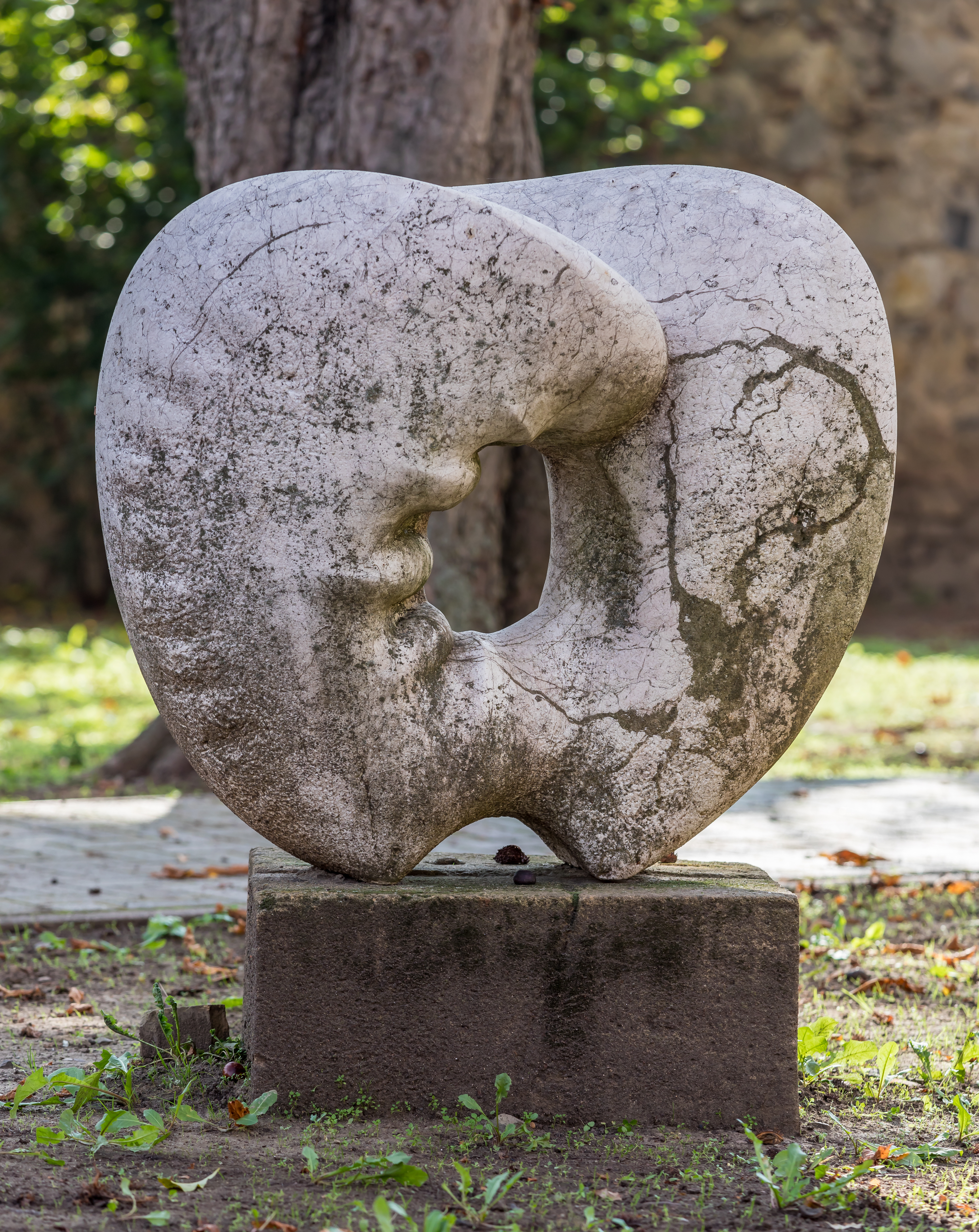
Bocz Gyula: Ölelkezés, 1965, Pécs

1950-ben Guatemalában rajzpályázatot nyert.
Autodidakta módszerrel tanulta ki a művészetet, kezdetben gyári munkásként dolgozott. Lantos Ferenc szabadiskolájának tagjaként együtt tanult Bachmann Zoltánnal, Czakó Gáborral, Dombay Győzővel, Ficzek Ferenccel, Gellért B. Istvánnal, Kismányoki Károllyal, Kecskeméti Kálmánnal, Kováts Évával, Major Kamillal, Pinczehelyi Sándorral, Szíjártó Kálmánnal a Gyárvárosi Művelődési Házban, majd a Zsolnay Kulturház műtermében, a Doktor Sándor Művelődési Házban, legutóbb a Pécsi Nevelők Házában.
Az 1960-as évek elejétől organikus-nonfiguratív szobrokat alkotott, illetve elsősorban kő, ritkábban fém kisplasztikákat (A tenger, 1964; Virág, 1968; Törekvés, 1974). Szürrealisztikus nonfiguratív alkotásai a Szürenon művészcsoportosuláshoz kapcsolták őt. Először 1963-ban állította ki a műveit. 1968 és 1975 közt a villányi szobrász-alkotótelepen dolgozott, ekkor készültek nagyméretű plasztikái. 1971 és 1973 közt készült Spirál című szobra, amelyet a villányi szoborparkban állítottak fel. Az 1980-as évek közepétől festett, szögekkel kivert faszobrokat is alkotott (pl. az 1985-ben készült Ketten című munka).
1981-től Hosszúhetényben, nagyapja házában telepedett le és itt alkotott.
2003. július 12-én, Pécsen hunyt el. 
Örökösei az emlékére a Boczgyula.hu weboldalt hozták létre, mely életét, munkásságát mutatja be. Tüskés Anna 2023-ban megjelent monográfiája az első kísérlet az életpálya és az életmű átfogó bemutatására.

## Munkássága
Bocz Gyula azon nem túl nagyszámú, Képzőművészeti Főiskolát nem végzett szobrászművész közé tartozik, akik figyelemreméltó életművet hoztak létre. A nagyharsányi szobrásztelepen dolgozva éveken át jelentős elismerésben volt része, 1975-ben azonban ottani működése ellehetetlenült, ezt követően tíz évig nem kapott állami megrendelést, nem rendezhetett kiállítást. Bizonyos értelemben máig elszigetelt jelenség maradt. Ennek egyik oka Bocz visszavonult vidéki életmódja, valamint az, hogy életműve kevéssé kötődik művészcsoportokhoz; mindvégig saját, öntörvényű útját járta. További ok, hogy munkáinak jelentős részét hazai és külföldi magángyűjtemények őrzik. A pécsi Janus Pannonius Múzeum őrzi Bocz legtöbb közgyűjteménybe került szobrát, összesen tíz darabot. Ezek közül jelenleg egy látható a Modern Magyar Képtár állandó kiállításán (Szomorúság, 1969), egy másik a Káptalan utca 5. udvarán áll (Ölelkezés, 1965). A Szépművészeti Múzeum – Magyar Nemzeti Galéria Jelenkori Gyűjteménye Bocz Madár című, 1970 körül megformált márványszobrát őrzi. Az életmű nagyobbik része különböző magángyűjteményekben található.
Bocz a neoavantgard, azon belül az organikus törekvések jeles képviselője, egyben a land art egyik első magyarországi szobrásza. 1968-ban a pécsi Pintér kertben (Pintér arborétum) a helyszínen talált kövekből faragott kisméretű szobrokat, majd egy város alatti pince falába domborművet készített. Az 1969–1972 között a Nagyharsányi szobrásztelepen a Szársomlyó keleti kőbányájának sziklafalából kifaragott, Élet című, négy részesre tervezett kompozícióját, a jelenleg is fő művének tekintett monumentális Spirál munkálatai (1971–1973) miatt hagyta abba. Több mint négy évtizedes munkássága során több mint húsz köztéri szobrot és domborművet alkotott, melyek legnagyobb része Baranya vármegyében található. A grafikát és a kisplasztikát gyakran előtanulmánynak szánta nagyméretű szobraihoz; a monumentális szobrászat egyfajta kiteljesedést jelentett a számára.
Bocz legkedvesebb anyagai a különböző nemes kövek voltak. Művei kétharmadát ezekből, egyharmadát fából faragta, és van néhány fémből, csontból, valamint üvegből készített alkotása is. A köveket nagyrészt magyarországi kőfejtőkből szerezte be, de használt erdélyi, szibériai és carrarai fehér márványt; külföldön járt barátai többször hoztak számára különleges köveket. Elsődleges céljának az anyag belső tulajdonságainak, azokban rejlő artisztikum megmutatását tartotta. Nem akart különösebb értelmet, vagy jelentést tulajdonítani szobrainak – bízott a művek mindenkori befogadóra gyakorolt hatásában. Az 1960-as években készült korai figurális szobrai (pl. Liszt Ferenc) után főként természeti formákat (pl. Hullám, Spirál) idéző, absztrakt műveket alkotott, ugyanakkor gyakran rejtett figurális motívumokat szobrai és domborművei részleteibe (pl. Triptichon).
Munkásságát a helyszínek a szobrászi alkotótevékenységet jelentősen befolyásoló helyszíni adottságok és meghatározó stílusjegyek alapján három fő szakaszra osztható:
1. 1960–1967 Pécs;
2. 1968–1981 Siklós/Nagyharsány/Villány;
3. 1982–2003 Hosszúhetény.

A második korszakban fontos cezúrát jelentett, hogy 1975 végén el kellett hagynia a szobrásztelepet, ezután egy ideig azon kívül, de annak közelében élt és alkotott, miközben barátai megrendelésekkel (pl. síremlékek) és vásárlásokkal támogatták. Az 1990-es évektől nagyobb megrendeléseket is kapott, jelentősen támogatta felkérésekkel a hosszúhetényi polgármester, Nádor Rudolfné Grosch Erzsébet: így készült el a helyi temetőben a Világháborús emlékmű (1990), a falu főterén a Plasztika 2. (1996) és a Püspökszentlászló felé vezető út elején, egy felhagyott kisebb kőfejtő udvarában a Hetény vezér (2001). A land art szellemisége egész munkásságában jelen van. Köztéri műveihez mindig olyan anyagokat választott, és azokat úgy munkálta meg, hogy harmonikusan illeszkedjenek a környezetükbe. 

## Elismerései
- 1971-ben elnyerte a III. Országos Kisplasztikai Biennálé első díját.[1]
- 1993-ban Cambridge-ben életműdíjat kapott és elnyerte a XIII. Országos Kisplasztikai Biennálé különdíját.[1]
- 1996: Baranya megye Önkormányzata Művészeti díja.
- 1999: Munkácsy-díj.[1]

## Egyéni kiállításai
- 1966 - József Attila Művelődési Ház, Pécs
- 1968 - Művelődési Ház, Meszes (R. Fürtös Ilonával együtt)
- 1969 - Tudományos Ismeretterjesztő Társulat, Bartók Klub, Pécs
- 1985 - Vörösmarty Művelődési Központ, Bonyhád
- 1987 - Püspökszentlászlói Galéria, Pécsi Galéria
- 1988 - Művészetek Háza, Szekszárd, illetve Munkásművelődési Központ, Paks
- 1990 - Művelődési Ház, Hosszúhetény
- 1991 - Parti Galéria, Pécs
- 1992 - Kaposfüredi Galéria, Kaposfüred
- 1993 - Városi Helytörténeti Múzeum, Komló.

## Köztéri művei
- Jégvirág, 1969, siklósi sárga félmárvány, 1977-től: Orfű, Széchenyi tér DK-i részén
- Élet: A szerelem, A születés, A dél, A halál, 1969–70–71–72, Szársomlyó, helyszíni sziklafal, Villányi szoborpark
- Végtelen / Siklós-Villány obeliszk / Spirál / Elefánt, 1972 (1973), beremendi szürke mészkő, Budapest, Centenáriumi park, felállítva a Megyék kertjében, Budapest, Népliget, avatás: 1973. október 1.
- Spirál / Spirál 2., 1971–72–73, nagyharsányi és helyszíni szürke mészkő, Nagyharsányi / Villányi / Szársomlyói Szoborpark; 2017–2020 között: Budapest, Műcsarnok északi sarkánál, 2020 márciusától ismét a Nagyharsányi Szoborparkban
- Csillagok / Buborék / Szőlőfürt, 1973–74, beremendi szürke mészkő, Nagyharsányi / Villányi / Szársomlyói Szoborpark; 1999-től: Pécs, Móra Ferenc u. 72. Hauni Hungária Kft. székháza előtt
- Nagy hal / Plasztika 1., 1974, villányi szürke mészkő, Villányi szoborpark
- Petőfi Brigád emlékműve, Felszabadulási emlékmű, 1974–75, nagyharsányi félmárvány, Csányoszró (Baranya vármegye), a Kossuth és Petőfi utca sarkán, kis füves téren, avatás: 1975. április 2.
- Gyászoló, 1975, jakabhegyi vörös homokkő, Pécs, temető (Siklósi út 43., Kolta Ferenc síremléke)
- Síremlék, 1976, carrarai és rakacai márvány, Budapest, Farkasréti temető (Horváth Zoltán síremléke)
- Fohász / síremlék, 1984, carrarai márvány, Mohács, köztemető (Czita János és Jánosné síremléke)
- Síremlék, 1985, festett tölgyfa kárpitszeggel, Debrecen, köztemető, 11. parcella A oldal 4. sor (Ludány György síremléke)
- Tektonika / Tektonikus mozgás, 1986, homokkő, Bréma, Buntentorsteinweg Neustadt, A kishidat követő jobb oldali folyóparton a Kiosk közelében, avatás: 1987
- Rosner síremlék, 1987, siklósi márvány, Budapest, Kozma utcai temető (Rosner Imre és felesége síremléke)
- Boldog Özséb, 1987, fa, 1039 Budapest Lékai bíboros tér 8.
- Steinmetz Endre, 1988, bronz domborműves emléktábla, Pécs, Pécsi Tudományegyetem Klinikai Központ Garay utcai bejáratánál, avatás: 1988. december 1.
- Második világháborús emlékmű, 1990, Hosszúhetény, temető, avatás: 1990. október 28.
- Család (Térplasztika / Óriások marokköve / Térből lévő kő és fadarabkák), 1992–1993, Komló, Városház tér Városháza előtt, avatás: 1993. június 11.
- Szentháromság, 1995, Sumony, római katolikus templom déli homlokzata előtt a templomkertben, avatás: 1995. szeptember 17.
- Plasztika 2., carrarai márvány, Hosszúhetény, Fő utca A Fő utcán, a Millecentenáriumi emlékparkban, avatás: 1996. szeptember 7. A Honfoglalás 1100. évfordulójára készült
- Áldott Szűz Mária / Szűzanya, 1997, carrarai márvány, Felsőegerszeg, Fő u. 7. a Polgármesteri Hivatal mellett, az 1996-ban felavatott, I. és II. világháborús emléktáblákat tartalmazó talapzaton, avatás: 1997. november 30.
- Karinthy Frigyes, 1997, fenolit, Budapest, Karinthy Frigyes Gimnázium (XVIII. kerület, Thököly utca 7.) Az iskola aulájában, a félemeleti emelt szintű folyosó előtt, középen, avatás: 1997. október 31.
- Hetény vezér, Ezeréves Hetény vezér, 2001, Hosszúhetény, Kossuth Lajos u. A Szentlászló felé vezető út elején, egy volt kőfejtő udvarában

## Művei közgyűjteményekben
- Janus Pannonius Múzeum, Bányászati Múzeum, Pécs
- Janus Pannonius Múzeum, Modern Magyar Képtár, Pécs
- Magyar Nemzeti Galéria, Budapest